# Francesco Zanetti
Francesco Zanetti, o Zannetti (Volterra (Toscana), 28 març, 1737 – Perusa (Umbria), 31 de gener, 1788), va ser un compositor i director d'orquestra italià.

## Biografia
Zanetti o Zannetti era fill d'un llauner, un contrabaixista amateur de Volterra. Va ser el seu pare qui li va donar els primers rudiments musicals abans d'un aprenentatge més formal amb Carlo Malvolti, violinista de l'orquestra de la Catedral de Volterra. Des de 1750 Malvolti va portar el jove Zannetti amb ell a Lucca per tocar a la "Festa di Santa Croce", on sembla haver actuat com a violinista i com a tenor. A partir de 1754, Zannetti va començar a estudiar seriosament el contrapunt amb Giovanni Carlo Maria Clari, el mestre de capella de la catedral de Pisa, i el 1756, amb només 19 anys, ell mateix esdevingué mestre de capella a la seva Volterra natal. El nou encàrrec el va fer indisponible per a la festa de Santa Croce a Lucca, però la seva nova ocupació no el va fer abandonar els estudis amb Clari, que van continuar fins a l'any 1758, quan va ser ingressat al "Conservatori de la Pietà dei Turchini" de Nàpols, on va estudiar amb Lorenzo Fago i Geronimo Abos. Els seus estudis el van allunyar de Volterra, on semblava que no tornaria mai més després de 1757. El 1759 va enviar un Qui Tollis al pare Martini que va intercedir per ell perquè l'ingressés a l'Acadèmia Filharmònica de Bolonya el 1760. Amb les filharmòniques bolonyeses va arribar. va entrar en contacte amb l'Accademia degli Unisoni de Perusa, i va ser a Perusa on, l'any 1762, va trobar el que seria la seva tasca principal per a la resta de la seva vida, la de mestre de capella de l'església de Sant Llorenç.
A Perusa, Zannetti es va casar amb Elisabetta Gasperini (no obstant això, hi ha pocs documents relacionats amb el matrimoni i amb la seva dona, que Charles Burney diu que era veneciana i una cantant talentosa), i no es va limitar als seus deures eclesiàstics: també va treballar amb els teatres, com a compositor (va escriure moltes òperes especialment per al Teatre del Pavone), director d'orquestra i empresari. Al mateix temps va haver de tractar amb nombroses personalitats a Florència, on va entrar en el cercle del comte Cowper, figura central de la cort de Lorena. A través de Cowper va freqüentar Pietro Nardini, Luigi Cherubini, Giuseppe Castrucci, Giuseppe Boccioni, Giovanni Marco Rutini, Bartolomeo i Alessandro Felici i, probablement, també Luigi Boccherini i Francesco Maria Veracini. A Florència, Zannetti va assimilar les innovacions estilístiques procedents de Viena i amb els seus amics va aconseguir grans contractes amb editors londinencs (Fétis està convençut que Zannetti va supervisar les seves edicions en anglès amb viatges especials a Londres) i parisencs (vegeu el paràgraf Edicions impreses). ). No se sap gaire dels seus últims anys abans de la seva mort per tuberculosi el 1788.

## Estil i fortuna
Molt al dia dels èxits més influents de l'estil galante (sobretot el vienès per les seves visites florentines: en algunes composicions es nota l'ús d'una forma de sonata embrionària) pel que fa a la producció instrumental, en el vessant sagrat, però, no ho va fer. Menyspreu el retorn a un estil antic més sever, manllevat de les pràctiques del segle XVI. En les seves obres teatrals va demostrar un seriós interès per les reformes de Gluck. Oblidat immediatament després de la seva mort després de les glòries de la vida documentades (vegeu l'extraordinària difusió internacional de la seva música a "Fonts"), va tenir un microscòpic redescobriment l'any 1962 gràcies al musicòleg Mario Fabbri. Des de llavors, però, hi ha hagut molt pocs estudis dedicats a ell.

## Obres
Com a compositor li van encarregar nombroses obres especialment d'ús sagrat, entre les quals hi ha moltes cantates, salms, responsoris, Magnificat i Rèquiem.

### Oratoris
- La Passione di Gesù Cristo (Pietro Metastasio), cantata a quatre veus (1759, Volterra)
- La morte di San Ottaviano protettore della Cita di Volterra (1761, dispersa)
- Il Sacrificio di Giefte (1764, dispersa)
- La Giusticia la Pace Concordi (1765, dispersa)
- La Davide a Ephratah (Perusa 1769, dispersa)
- Salomone Esaltato al Trono (Florència, 1775, dispersa)
- Il Trionfo di Giuda Maccbeo (Arezzo 1779, dispersa)

### Òperes
- L'Antigono, (Pietro Metastasio), òpera seria (1765, Liorna)
- La Didone abbandonata, (Pietro Metastasio), opera seria in 2 atti (1766, Liorna)
- La Contadina Fortunata, farsetta in 2 atti (Carnaval 1771, Roma)
- Le lavanderine, (Francesco Mari), intermezzo en 2 actes (Carnaval 1772, Roma); come Le lavandaie (1779, Dresda)
- Sismano nel Mogol, (Giovanni De Gamerra), òpera seria en dos actes (27 desembre 1775, Liorna)
- Le cognate in contesa, (Carlo Giuseppe Lanfranchi Rossi), dramma giocoso en dos actes (tardor 1780, Venècia)
- Artaserse, (Apostolo Zeno i Pietro Pariati), òpera seria en dos actes (tardor 1782, Treviso)
- Gismondo da Mendrisio, Arie
- Il Foglio del signor padre, (probablement no figuren a la llista)

### Música instrumental
- 6 trios per a 2 violins i baix continu Op.1 (1761, Perusa)
- 6 sonates per a 2 violins i baix continu (1762, Londres); el mateix per a clavicèmbal i violí (1770, Londres)
- 6 quartets per a 3 violins, violoncel i baix continu Op.2 (1762)
- 6 trios per a 2 violins i violoncel Op.1 (1767, Perusa)
- 6 sonates per a 2 violins i baix continu op.4 (1770, Londres)
- 6 trios per a 2 flautes o violins i baix continu (1771, Londres)
- 6 trios per a violí, viola i violoncel (1782)
- 6 quartets de corda (1781, Perusa)
- Concertino per a 2 flautes i orquestra

## Còpies manuscrites
Hi ha més de 600 còpies manuscrites de les obres de Zanetti. Almenys 200 es troben només a la ciutat de Perusa (a l'arxiu de la catedral, però també a les parròquies de San Filippo i San Pietro), però la difusió de les seves obres en forma manuscrita és realment extensa: almenys una obra manuscrita de Zanetti es pot trobar a les principals biblioteques musicals del món, des de França a la República Txeca, d'Hongria a Espanya, fins als Estats Units d'Amèrica. Les col·leccions italianes més grans després de Perusa es troben a Assís (Sagrat Convent de San Francesco), Spello (Arxiu Col·legiat), Roma (especialment a la Biblioteca Casanatese, a la col·lecció privada Rostirolla i a l'Arxiu del Laterà), Siena (Biblioteca dels Intronati, Arxiu de la Catedral, Metropolitan Opera i Biblioteca Piccolomini), Bolonya (Conservatori, San Francesco i Acadèmia Filharmònica), Casalmaggiore (Arxiu del Duomo), als conservatoris de Bèrgam, Venècia, Gènova, Florència i Nàpols, a la biblioteca Mozzi-Borgetti de Macerata, a la Biblioteca Palatina de Parma, a l'Arxiu Borromeo d'Isola Bella a Stresa, a la biblioteca diocesana de Lucca, a l'arxiu històric musical de l'Opera della Primaziale Pisa, a l'Arxiu Musical de l'Ordre dels Cavallers de Santo Stefano de Pisa, a l'Arxiu Capitular de Pistoia (Bibliotheca Musicalis i Fons Rospigliosi), a l'Arxiu Històric Diocesà de Volterra (la seva ciutat natal) i al Fons Venturi de Montecatini Terme. A l'estranger, rics en còpies contemporànies de Zanetti es troben Estocolm (Musik-och teaterbiblioteket), Uppsala (Universitetsbibliotek «Carolina Rediviva»), Münster (Santini Bibliothek), Moscou (Biblioteca Taneyev del Conservatori Txaikovski), Berlín (Musikabteilung de la Kulturitz Preußi la Staatsbibliothek zu Berlín)[17], Louisville a Kentucky (Fons de la Universitat Ricasoli)[17][30][31] i Dresden (Sächsische Landesbibliothek/Staats- und Universitätsbibliothek).[32][33]

## Edicions impreses
Zanetti va tenir una excel·lent relació amb l'editor londinenc Robert Bremner, amb qui va imprimir 4 peces. El seu treball va ser apreciat i els seus gravats també van ser distribuïts, reimpresos i re publicats per Walsh, Welcker, Hummell i Thorowgood. Un èxit que també va arrelar a París, on va cridar l'atenció dels impressors Jeanne Girard i Antoine Huberty. Va aconseguir imprimir molt menys a Itàlia. Publicà una de les seves composicions en solitari el 1767, distribuïnt-la gràcies als impressors Antonio Monaco a Perusa, Buchiard a Florència i Panekouke a París, però després es va confiar íntegrament als editors, Stecchi i Pagani a Florència i, sobretot, Carlo Baduel a Perusa, però per un total de només tres gravats. Les nombroses reedicions han donat lloc a la multiplicació dels seus números d'opus: tres composicions seves diferents han circulat com a op. 2, prop de Bremner, Girard i Baduel. Donat el seu èxit en anglès, les institucions que conserven la majoria de gravats de Zanetti es troben a Anglaterra, a la "British Library" i la Royal Academy of Music de Londres, i a la "Rowe Music Library" del King's College de Cambridge, encara que molts altres col·legis de música britànics conserven almenys una còpia d'una còpia. Es conserven molts exemplars als Estats Units d'Amèrica, a la Biblioteca del Congrés de Washington, a la Biblioteca Pública de Nova York, a la Biblioteca Alderman de la Universitat de Virgínia a Charlottesville, a la Biblioteca de Música de la Universitat de Michigan a Ann Arbor, al Peabody Johns Hopkins Conservatory de Baltimore i a la Universitat de Pennsylvania a Filadèlfia. Almenys quatre exemplars es troben a la Biblioteca Nacional d'Espanya de Madrid i al Conservatori de París, i almenys un parell es troben al Conservatori Koninklijk de Brussel·les, a la Musikoch teaterbiblioteket d'Estocolm, a la Biblioteca Taneev del Conservatori Txaikovski. a Moscou, a la Santini Bibliothek de Münster, a la Musikabteilung de la Preußischer Kulturbesitz de la Staatsbibliothek zu Berlín, i a la Bayeriesche Staatsbibliothek de Munic. Pocs dels gravats de Londres han arribat a Itàlia i ni tan sols s'han enquestat molts exemplars de les edicions italianes. No es conserven més de quatre exemples al Conservatori de Nàpols i uns quants més es poden trobar als conservatoris de Roma, Perusa, Florència, al Museu del Teatre «Carlo Schmidl» de Trieste i al Fons Venturi de Montecatini Terme.

## Llistat d'edicions impreses
| Títol                             | Opus  | Primera edició                                                                          | Altres edicions                                                                               | Nota |
| --------------------------------- | ----- | --------------------------------------------------------------------------------------- | --------------------------------------------------------------------------------------------- | --- |
| Sonate (2 vl, bc)                 | op. 1 | London, Bremner London, Welcker London, Walsh London, Hummell                           |                                                                                               | |
| Trii (2 vl, bc)                   | op. 2 | Paris, Jeanne Girard                                                                    |                                                                                               | Només hi ha un exemplar a la Rossijskaja Gosudarstvennaja biblioteka de Moscou                                 |
| 6 sonate (2 vl, bc)               | op. 3 | London, Bremner                                                                         |                                                                                               | |
| 6 trii (2 vl, bc)                 |       | Paris, Huberty (gravador Céron)                                                         |                                                                                               | |
| 6 trii (2 fl o vl, bc)            |       | London, Welcker                                                                         |                                                                                               | |
| 6 sonate (cemb, vl)               |       | London, Welcker                                                                         |                                                                                               | |
| Romanze (al text de Carlo Pepoli) |       | s.l., s.n., con lastra 117                                                              |                                                                                               | Només hi ha un exemplar al Conservatori de Nàpols                                                              |
| Soli (fl o vl, bc [cemb])         |       | London, Thorowgood & Horne, 1763                                                        | London, Thorowgood, forse 1764 London, Thorowgood «as perform'd by Signora Lombardini Sirmen» | L'Studio per Edizioni Scelte (SPES) de Florència va compondre una edició facsímil de la primera edició al 2007 |
| 6 quintetti (3 vl, vc, bc)        | op. 2 | London, Bremner, forse 1763                                                             |                                                                                               | |
| 6 trii (2 vl, vc)                 |       | Paris, Panekouke/Firenze, Buchiard/Perugia, a l'autor (impressora Antonio Monaco), 1767 |                                                                                               | |
| 6 sonate (2 vl, bc [cemb])        | op. 4 | London, Bremner, forse 1770                                                             | Paris, Jeanne Girard (incisore De Bussy), intorno al 1780                                     | |
| Pianto di penitenza               |       | Firenze, Stecchi & Pagani, 1773                                                         |                                                                                               | N'hi ha un únic exemplar al Conservatori de Florència                                                          |
| 6 quartetti                       |       | Perugia, Carlo Baduel (stampatore incisioni: Agostino Valentini), 1781                  |                                                                                               | A la Col·lecció Venturi hi ha una còpia manuscrita extreta d'aquesta estampa                                   |
| 6 trii (vl, vla, vc)              | op. 2 | Perugia, Carlo Baduel (stampatore incisioni: Agostino Valentini), 1782                  |                                                                                               | |

## Edicions modernes
L'any 2015, l'editorial Carrara de Bèrgam va imprimir les seves peces per a orgue i dues misses, editades per Francesco Gabellieri.

## Discografia
Només hi ha un enregistrament d'una de les obres de Zanetti, un Piccolo Quartet en La major, gravat l'any 1962 al Saló Chigi-Saracini de Siena durant la Settimana Musicale Senese, i conservat en una cinta a l'Institut del Patrimoni Sonor i Audiovisual de Roma.